# Bobbi Starr
Pour les articles homonymes, voir Starr.

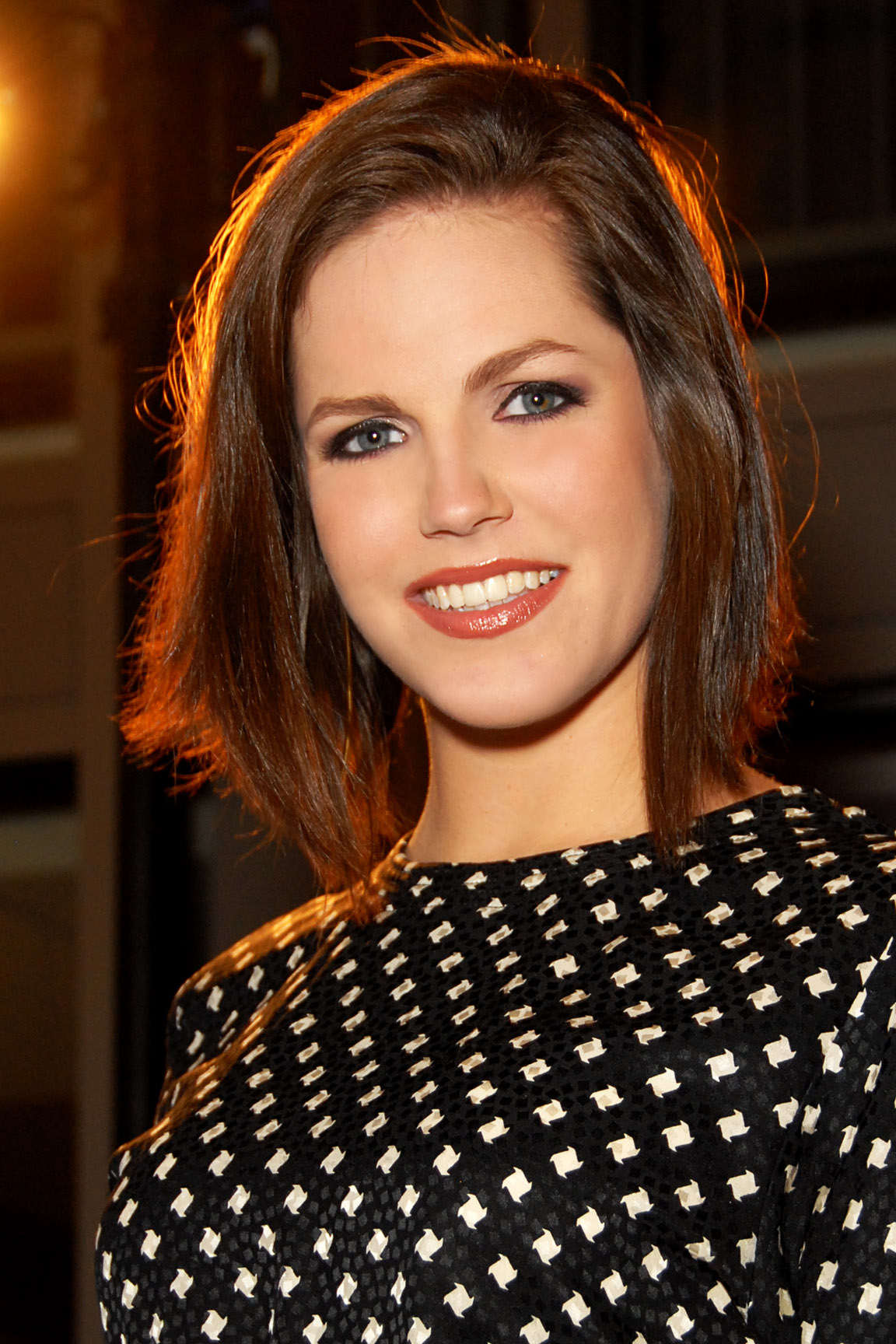
Bobbi Starr en 2009

Bobbi Starr, née Elizabeth Evans le 6 avril 1983 à Santa Clara, Californie, est une actrice et réalisatrice américaine de films pornographiques.

## Biographie
Bobbi Starr est née le 6 avril 1983 à Santa Clara en Californie, États-Unis, d'une famille italo-hongroise. Elle est diplômée en musique de l'université d'État de San José et joue du piano et du hautbois.

## Carrière
Après avoir rencontré une personne travaillant dans la pornographie et après un délai de réflexion d'un an, elle commence dans cette industrie à l'âge de 23 ans. Elle s'exhibe dans des scènes de bondage sexuel et/ou de soumission pour des sites internet. Elle part ensuite pour les plateaux de Los Angeles où elle paraît dans d'importantes productions pornographiques telles que Red Light District Video et Combat Zone.
Elle se considère comme une « féministe pro-sexe ». Même si elle admet que certaines féministes considèrent que la pornographie soit dégradante pour les femmes, elle affirme qu'elle « ne se sent pas amoindrie car c'est sa décision. Je sais que si d'aventure, je me sens amoindrie ou mal à mon aise, tout ce que j'ai à dire est non et tout s'arrêtera. Je ne pense pas qu'une situation puisse être considérée comme dégradante pour une femme dès lors qu'elle exerce un tel contrôle de la situation, ».
Bobbi Starr est finaliste d'un reality show, America's Next Hot Porn Star, version pornographique d'America's Next Top Model. Elle blogue sur Popporn.com et écrit un article pour Fox Magazine intitulé « Adventures in Porny Land ».
En août 2009, elle est nommée « DanniGirl du mois » sur Danni.com.
En 2011, Starr a tourné dans un film non pornographique intitulé Drive, adaptation du roman éponyme de James Sallis réalisé par Nicolas Winding Refn, dans lequel elle est l'épouse d'un homme violent,. Son apparition dans ce film a été coupée au montage final. Elle y est remplacée par Christina Hendricks.
En 2011, elle commence à réaliser des films pour le studio Evil Angel.
Le 21 janvier 2012, Bobbi a été consacrée aux AVN Awards, Performeuse féminine de l'année 2012, ainsi que pour trois autres récompenses.

## Filmographie sélective
- 2006 : Bitchcraft 1
- 2006 : Bondage Stars 7
- 2007 : Women Seeking Women 34
- 2007 : Lesbian Seductions: Older/Younger 16
- 2007 : Lesbian Seductions: Older/Younger 17
- 2007 : Belladonna's Evil Pink 3
- 2008 : Women Seeking Women 42
- 2008 : Road Queen 6
- 2008 : Road Queen 8
- 2008 : Belladonna's Evil Pink 4
- 2009 : Women Seeking Women 58
- 2009 : The Violation of Kylie Ireland
- 2009 : Belladonna: No Warning 4
- 2010 : Women Seeking Women 59
- 2010 : Women Seeking Women 62
- 2010 : Women Seeking Women 65
- 2010 : The Big Lebowski: A XXX Parody
- 2010 : Belladonna: No Warning 5
- 2011 : Lesbian Adventures: Wet Panties Trib 2
- 2011 : Women Seeking Women 77
- 2012 : Milk Nymphos 3
- 2012 : Kiss Me Lick Me Fuck Me
- 2012 : Girls Kissing Girls 9
- 2012 : Lesbian Sex 4
- 2013 : Bush Bangers
- 2013 : I Need Some Alone Time
- 2014 : Watch Me Diddle My Pussy
- 2014 : Hot Cherry Pies 8
- 2014 : Big Butt 3
- 2015 : Girls of Bang Bros 47: Luscious Lopez (compilation)
- 2016 : Share My Pussy (compilation)
- 2017 : Bobbi Starr and Her Girlfriends (compilation)

## Récompenses
- 2007 : CAVR Award Starlet of the Year
- 2008 : CAVR Award Star of Year
- 2009 : CAVR Award Siren of Year
- 2009 : XRCO Award Superslut[11]
- 2010 : XRCO Awards[12]
  - Superslut
  - Orgasmic Oralist
- 2010 : AVN Award – Most Outrageous Sex Scene – Belladonna: No Warning 4
- 2010 : AVN Award – Best Double Penetration Sex Scene – Bobbi Starr & Dana DeArmond's Insatiable Voyage
- 2011 : XRCO Award - Orgasmic Analist[13]
- 2012 : AVN Awards[14]
  - Female Performer of the Year
  - Best Porn Star Website
  - Best All Sex release, Mixed Format pour Bobbi's World (Bobbi Starr/Evil Angel)
  - Best POV Sex Scene avec Andy San Dimas et Erik Everhard pour Double Vision 3 (Erik Everhard/Jules Jordan)
- 2012 : XRCO Award - Orgasmic Analist[15]